# 길기트발티스탄
길기트-발티스탄(우르두어: گلگت - بلتستان, Gilgit-Baltistan)은 스카르두와 창체의 발티스탄 2개 지역, 디아메르와 아스토르의 기저르, 길기트 및 다이메르 2개의 지역의 길기트 지역으로 3개의 지역에 6개의 구역으로 구성된 파키스탄의 자치 지역을 말한다. 예전 이름은 북부 연방 통치 지역(우르두어: شمالی علاقے)이었다. 주요 정치적 중심지는 길기트(주도), 스카루드, 칠라스이다.

## 지리
길기트발티스탄은 북서쪽으로는 아프가니스탄의 와한 회랑, 북동쪽으로는 중화인민공화국의 신장 위구르 자치구, 남동쪽으로는 인도의 지배 하에 있는 잠무 카슈미르 주와 국경을 접한다. 또한 파키스탄 국내에서는 동남쪽으로는 파키스탄의 아자드 카슈미르 지역과 서쪽으로는 카이베르파크툰크와 주 지역과 경계를 가진다.
카라코람산맥 영역의 중심과 서부 히말라야산맥을 이루고 있어 세계에서 가장 높은 산들이 여럿 존재한다. 북쪽에는 파미르고원이 있으며 서부에는 힌두쿠시 계곡이 자리잡고 있다. 세계에서 가장 높은 산중에 하나인 K2와 낭가파르바트 등이 이곳에 존재한다.

## 기후
길기트발티스탄의 기후는 지역에 따라서 매우 다양하다. 길기트, 칠라스와 같은 지역은 여름에 낮에는 매우 덥고 밤에도 그다지 춥지 않다. 아스토르, 카플루, 야신, 훈자, 나가르 계곡은 여름에도 기온이 낮다.

## 파키스탄으로의 통합 문제
헌법적으로, 길기트발티스탄은 파키스탄의 영토가 아니다. 이는 카슈미르 전역의 국민투표를 통해 카슈미르 분쟁을 해결하기 위함이다. 길기트발티스탄 주민들은 다른 카슈미르와 별개의 주로 파키스탄에 통합되기를 바라고 있다. 2015년에는 중국-파키스탄 경제 회랑(CPEC)관련해서 파키스탄 정부가 길기트발티스탄을 정식으로 자국령으로 편입할 뜻을 밝히기도 했다.